# Ignacy Stadnicki
Ignacy Stadnicki herbu Szreniawa bez Krzyża (ur. w 1744, zm. 27 maja 1818 w Łaganowie) – polski ziemianin, sędzia ziemski w Krakowie, senator kasztelan Księstwa Warszawskiego i Królestwa Polskiego.

## Życiorys
Po studiach na Akademii Krakowskiej brał udział w elekcji Stanisława Poniatowskiego (1764). W 1782 roku został cześnikiem krakowskim, a od 1784 roku był krakowskim sędzią ziemskim. W 1786 roku został posłem na sejm z województwa krakowskiego.
W 1794 roku podpisał akt powstania, jednak odmówił Naczelnikowi Kościuszce zorganizowania działań wojennych w Sandomierskiem i przyjęcia funkcji generała ziemskiego. W czasie powstania był przewodniczącym powołanego przez Kościuszkę Sądu Kryminalnego.
W 1809 roku został prezesem Sądu Apelacyjnego w Krakowie. Od 1810 roku posiadał tytuł senatora kasztelana. Członek deputacji Rady Generalnej Konfederacji Generalnej Królestwa Polskiego do Napoleona w 1812 roku. Od 1813 roku był prezesem Komisji do Administracji Lazaretowej, opiekującej się weteranami wojen napoleońskich. 
Od 1772 roku był właścicielem dóbr w Łaganowie, Jazdowiczkach, znacznej części powiatu proszowickiego, Kaliny Zarzecznej. Znaczna część tego majątku została przejęta za długi przez Ignacego Fleszyńskiego. Portret olejny Ignacego Stadnickiego pędzla Reichana znajdował się przed I wojną światową w dworku Stanisławy Tarnawieckiej w Bykowcach.

## Życie rodzinne
Był synem Józefa Stadnickiego i Marcjanny Marianny Starza-Morskiej h. Klamry. Miał rodzeństwo:
- Antoniego Walentego, burgrabię krakowskiego, kawalera Orderu św. Stanisława
- Piotra, starostę cieszkowskiego, kawalera Orderu św. Stanisława
- Dominika
- Feliksa, kawalera Orderu św. Stanisława
- Michała Mateusza (w zakonie Konstantego), koadiutora łucko-ostrogskiego.

Ożenił się z Katarzyną Niemirycz.

## Odznaczenia
- Order Świętego Stanisława (1783)
- Order Orła Białego (1787)